# Albert Deffeyes
Albert Deffeyes (Aosta, 1913 - 1953) fou un mestre, alpinista i polític valldostà. El 1927 es va integrar en la Jeune Vallée d'Aoste d'Émile Chanoux i Joseph Trèves. També fou president de la secció valldostana del Club Alpí Italià. El 1945 participà també en la fundació del partit polític Unió Valldostana, en va ser un dels ideòlegs i director de la revista del parti L'Union Vadôtaine. A les eleccions regionals de la Vall d'Aosta de 1949 fou escollit conseller regional i assessor de turisme. Va morir el 1953 d'una hemorràgia cerebral.
Un refugi de muntanya a la Thuile porta el seu nom. La ciutat d'Aosta li va dedicar una plaça. Al carrer Via Festaz d'Aosta s'ha erigit un bust al seu honor.